# Hugo Bergese
Hugo Damián Bergese (Sunchales, Provincia de Santa Fe, Argentina; 5 de febrero de 1988) es un futbolista argentino nacionalizado italiano. Juega como mediocampista central, aunque también puede desempeñarse como marcador central, y su primer equipo fue Unión de Santa Fe. Actualmente se encuentra sin club.

## Clubes
| Club                            | País      | Año       |
| ------------------------------- | --------- | --------- |
| Unión de Santa Fe               | Argentina | 2006-2007 |
| Unión de Sunchales              | Argentina | 2007-2008 |
| Unión de Santa Fe               | Argentina | 2008-2009 |
| Selargius Calcio                | Italia    | 2009      |
| Progetto Sant'Elia              | Italia    | 2010-2011 |
| Socio Culturale Castiadas       | Italia    | 2011-2012 |
| Deportivo Roca de Río Negro     | Argentina | 2012      |
| Tiro Federal de Morteros        | Argentina | 2013      |
| Lanusei Calcio                  | Italia    | 2013-2014 |
| Unión de Sunchales              | Argentina | 2014      |
| Polisportiva Isola Capo Rizzuto | Italia    | 2015      |
| La Sabina                       | Italia    | 2015-2016 |
| Unión de Sunchales              | Argentina | 2017      |
| Tortoli                         | Italia    | 2017      |
| Tolentino                       | Italia    | 2018      |